# James Murray (biólogo)
James Murray (21 de Julho de 1865 – Fevereiro de 1914) foi um biólogo e explorador polar que participou na Expedição Nimrod (1907–09) liderada por Ernest Henry Shackleton.
Em 1902, ele ajudou o oceanógrafo, Sir John Murray , com uma pesquisa batimétrica de lagos de água doce escoceses . Murray realizou pesquisas biológicas e batimétricas. [2] Em particular, ele contribuiu para a ciência rotifer tardigrade e bdelloid : descrevendo 113 espécies e forma de rotifer e 66 espécies de tardigrade.
Em 1907, aos 41 anos, serviu sob Shackleton na expedição de Nimrod, onde ele estava no comando do campo de base . Em 1913, ele co-escreveu um livro sobre a expedição, intitulado Antarctic Days , [3] com George Edward Marston (1882-1940), um colega da expedição.
Em 1911, aos 46 anos, ele se juntou com o explorador Percy Fawcett , Henry Costin e Henry Manley para explorar e traçar a selva na região da fronteira peru-boliviana. Murray, não habituado aos rigores das regiões tropicais , deu-se bem mal. Eventualmente, Fawcett desviou a expedição para levar Murray embora, tal  era sua condição. Ele desistiu brevemente, tendo se recuperado em uma casa em Tambopata . Chegou a La Paz em 1912, aprendendo que ele teria sido dado como morto.
Murray, irritado com o maltrato recebido nas mãos de Fawcett, queria processar, no entanto amigos da Royal Geographical Society o aconselharam contra isso.
Em junho de 1913, ele se juntou a uma expedição científica canadense para o Ártico a bordo do maldito Karluk como oceanógrafo. O navio ficou preso no gelo do Ártico em agosto de 1913. Eventualmente, Murray se amotinou contra o capitão e partiu através do gelo com três outros, nenhum dos quais já foi visto ou ouvido de novo.

## Obras
- Murray, J., 1905. The Tardigrada of the Scottish Lochs. Trans. R. Soc. Edinb., 41: 677 - 698
- Murray, J., 1905. Microscopic life of St. Kilda. Ann. Scott. Nat. Hist., 54: 94 - 96
- Murray, J., 1905. The Tardigrada of the Forth Valley. Ann. Scott. Nat. Hist., 55: 160 - 164
- Murray, J., 1906. The Tardigrada of the Forth Valley. Part II. Ann. Scott. Nat. Hist., 60: 214 - 217
- Murray, J., 1906. Scottish National Antarctic Expedition: Tardigrada of the South Orkneys. Trans. Roy. Soc. Edinb., 45: 323 - 339
- Murray, J., 1906. Scottish Alpine Tardigrada. Ann. Scott. Nat. Hist., 57: 25 - 30
- Murray, J., 1906. Scottish Alpine Tardigrada. Ann. Scott. Nat. Hist., 60: 214 - 217
- Murray, J., 1907. Water-bears or Tardigrada. Quekett Micr. Club, 10: 55 - 70
- Murray, J., 1907. Arctic Tardigrada, collected by Wm. S. Bruce. Transactions of the Royal Society of Edinburgh, 45: 669 - 681
- Murray, J., 1907. Some Tardigrada of the Sikkim Himalaya. J. Roy. Microsc. Soc., 1907: 269 - 273
- Murray, J., 1907. Encystment of Tardigrada. Trans. R. Soc. Edinb., 45: 837 - 854
- Murray, J., 1907. Some South African Tardigrada. J. R. Micr. Soc. London, 5: 515 - 524
- Murray, J., 1907. Some Tardigrada from the Sikkim Himalaya, Journ. R. Micr. Soc., pt. 3: 269 - 273, pl. 14
- Murray, J., 1907. The encystment of Macrobiotus. The Zoologist, 11: 4 - 11
- Murray, J., 1907. Scottish Tardigrada collected by the Lake Survey. Trans. Roy. Soc. Edinburgh, 45: 641 - 668
- Murray, J., 1910. Tardigrada. British Antarctic Expedition 1907 - 1909. Reports on the Scientific Investigations. Vol. 1 Biology (Part V): 83 - 187 (plates 14 - 21)
- Murray, J., 1910. Canadian Tardigrada. In Report for the Scientific Investigation of the British Antarctic Expedition 1907 - 1909. Volume I. London: 158 - 178
- Murray, J., 1911. Water-bears or Tardigrada. J. Quekett Micr. Club., 11: 181 - 198
- Murray, J., 1911. Arctiscoida. Proc. R. Ir. Acad., 31: 1 - 16
- Murray, J., 1911. Scottish Tardigrada, a review of our present knowledge. Ann. Scott. Nat. Hist., 78: 88 - 95
- Murray, J., 1911. Clare Island Survey: Arctiscoidea. Proc. Roy. Irish Acad., Dublin, 31: 1 - 16
- Murray, J., 1913. African Tardigrada. J. R. Micr. Soc. London, pt. 2: 136 - 144
- Murray, J., 1913. Notes on the Natural History of Bolivia and Peru. Scottish Oceanogr. Lab., Edinburgh: 1 - 45 (Tardigrada, pp. 28 – 30)